# Crimes at the Dark House
Crimes at the Dark House (bra: Crime na Mansão Sombria) é um filme britânico de 1940, do gênero drama policial, dirigido por George King, com roteiro de Edward Dryhurst, Frederick Hayward e H. F. Maltby baseado no romance The Woman in White, de Wilkie Collins.